# Jimmy Smith (calciatore 1947)
Jimmy Smith (Glasgow, 20 gennaio 1947) è un ex calciatore scozzese, di ruolo centrocampista.

## Biografia
Nativo di Glasgow, dopo il suo ritiro dal calcio a causa di un infortunio, si trasferì nel Tyne and Wear, divenendo taxista a Newcastle upon Tyne. Anche suo fratello Joe fu calciatore.

## Carriera

### Club
Si forma nel Benburb, nel 1965 passa all'Aberdeen, con cui esordisce nella massima divisione scozzese nella stagione 1965-1966, ottenendo con il suo club l'ottavo posto finale. L'anno dopo ottiene in campionato il quarto posto e raggiunge la finale dalla Scottish Cup 1966-1967, persa contro il Celtic.
Nell'estate 1967 con il suo club disputò il campionato nordamericano organizzato dalla United Soccer Association: accadde infatti che tale campionato fu disputato da formazioni europee e sudamericane per conto delle franchigie ufficialmente iscritte al campionato, che per ragioni di tempo non avevano potuto allestire le proprie squadre. L'Aberdeen rappresentò i Washington Whips, vincendo la Eastern Division, qualificandosi per la finale. La finale vide i Whips cedere ai Los Angeles Wolves, rappresentati dai Wolverhampton.
Ottiene un quinto posto nella stagione 1967-1968, in cui raggiunge con i suoi gli ottavi di finale della Coppa delle Coppe 1967-1968, a cui segue il quindicesimo nella Scottish Division One 1968-1969.
Nel 1969 Smith passa agli inglesi del Newcastle Utd, con cui ottiene il settimo posto della First Division 1969-1970. Nelle stagioni seguente con il suo club ottiene piazzamenti a metà classifica e raggiunge con i Magpies la finale della FA Cup 1973-1974, persa contro il Liverpool.
A seguito di alcuni problemi al ginocchio viene mandato in prestito al Celtic nella speranza che potesse recuperare, cosa che non avvenne causandone il ritiro dall'attività agonistica nel 1975.

### Nazionale
Ha giocato quattro incontri con la nazionale scozzese. Con la sua nazionale ha vinto, a pari merito con la nazionale inglese, il Torneo Interbritannico 1974.

## Statistiche

### Cronologia presenze e reti in Nazionale
| Cronologia completa delle presenze e delle reti in nazionale ― Scozia | Cronologia completa delle presenze e delle reti in nazionale ― Scozia | Cronologia completa delle presenze e delle reti in nazionale ― Scozia | Cronologia completa delle presenze e delle reti in nazionale ― Scozia | Cronologia completa delle presenze e delle reti in nazionale ― Scozia | Cronologia completa delle presenze e delle reti in nazionale ― Scozia | Cronologia completa delle presenze e delle reti in nazionale ― Scozia | Cronologia completa delle presenze e delle reti in nazionale ― Scozia |
| Data                                                                  | Città                                                                 | In casa                                                               | Risultato                                                             | Ospiti                                                                | Competizione                                                          | Reti                                                                  | Note                                                                  |
| --------------------------------------------------------------------- | --------------------------------------------------------------------- | --------------------------------------------------------------------- | --------------------------------------------------------------------- | --------------------------------------------------------------------- | --------------------------------------------------------------------- | --------------------------------------------------------------------- | --------------------------------------------------------------------- |
| 30-5-1968                                                             | Amsterdam                                                             | Paesi Bassi                                                           | 0 – 0                                                                 | Scozia                                                                | Amichevole                                                            | -                                                                     | 18’                                                                   |
| 14-11-1973                                                            | Glasgow                                                               | Scozia                                                                | 1 – 1                                                                 | Germania Ovest                                                        | Scottish Football Association 100th Anniversary Match                 | -                                                                     | 83’                                                                   |
| 11-5-1974                                                             | Glasgow                                                               | Scozia                                                                | 0 – 1                                                                 | Irlanda del Nord                                                      | Torneo Interbritannico 1974                                           | -                                                                     | 46’                                                                   |
| 14-5-1974                                                             | Glasgow                                                               | Scozia                                                                | 2 – 0                                                                 | Galles                                                                | Torneo Interbritannico 1974                                           | -                                                                     | 4’                                                                    |
| Totale                                                                |                                                                       | Presenze                                                              | 4                                                                     |                                                                       | Reti                                                                  | 0                                                                     |                                                                       |

## Palmarès

### Nazionale
- Torneo Interbritannico: 1

1974